# Heliaea mirabilis
Heliaea mirabilis är en tvåvingeart som beskrevs av Charles Howard Curran 1934. Heliaea mirabilis ingår i släktet Heliaea och familjen parasitflugor.
Artens utbredningsområde är Venezuela. Inga underarter finns listade i Catalogue of Life.